# La Bèstia (Sant Sadurní d'Anoia)
La Bèstia és una peça del bestiari de foc de Sant Sadurní d'Anoia (Alt Penedès). Representa un brau de dos caps amb el cos, ales, punxes i cua de drac. Va ser construïda el 2020 per Dolors Sans i Osete, escultora de bèsties de foc de Vilafranca del Penedès. Està inspirada en el martiri de Sant Sadurní, patró del poble, que fou lligat a un brau i arrossegat fins a la mort.
Està construïda en fibra de vidre; pesa 45 kg; mesura 340 cm de llargada, 180 cm d'amplada i 270 cm d'alçada; llença foc per 9 punts (6 per la boca i 3 per la cua); és carregada per un portador, de la colla Els Diables Se m'n Refum. Entre altres celebracions, participa a les Fires i Festes de Sant Sadurní (9 de setembre) i a la Festa Major de Sant Sadurní (29 de novembre).